# 원자력 쇄빙선

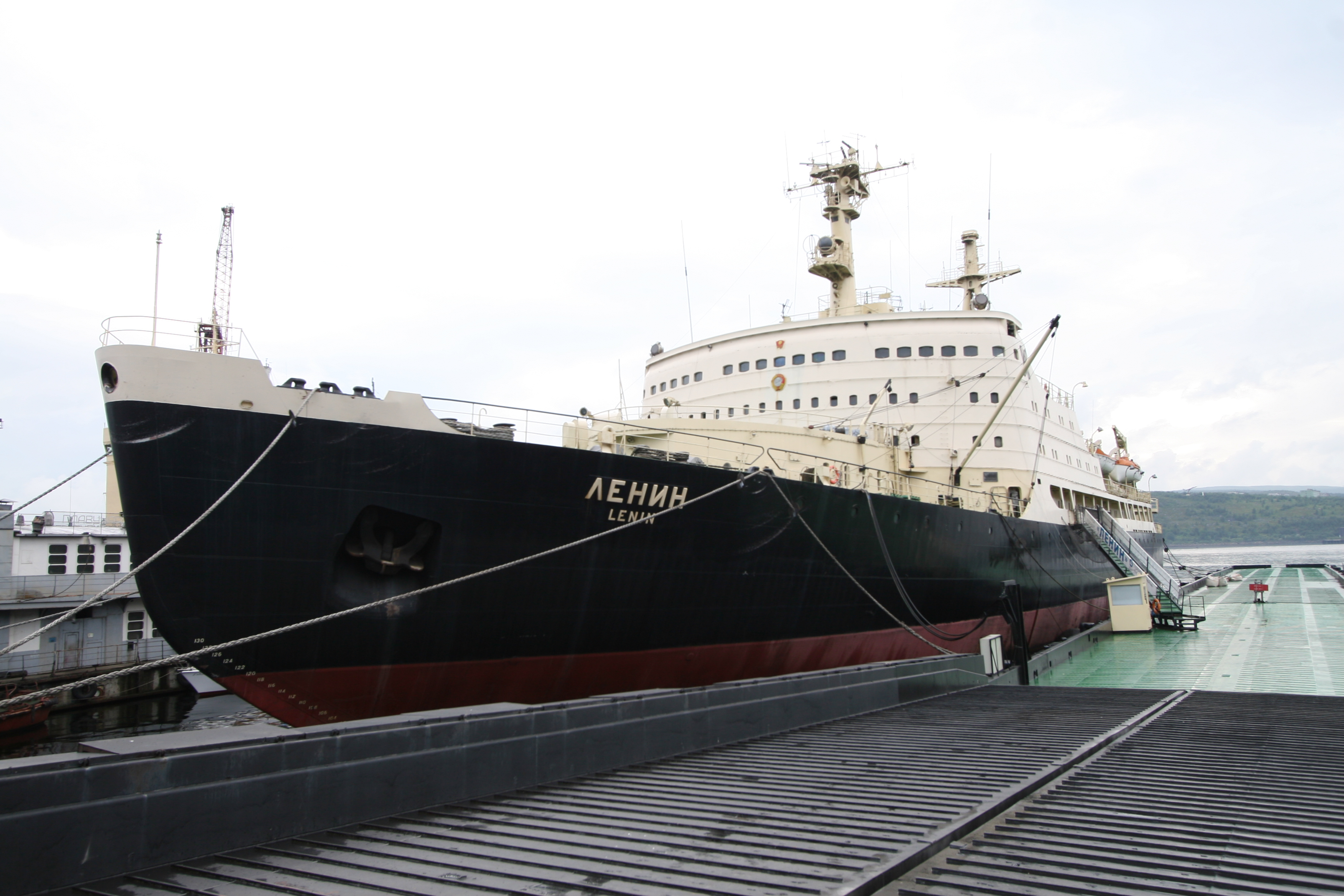
레닌 쇄빙선

원자력 쇄빙선(Nuclear-powered icebreaker)은 원자로를 구동기관으로 탑재한 쇄빙선을 말한다. 세계 최초의 것은 1959년 소련의 레닌 쇄빙선이다.

## 역사
겨울이 되면 북극해 항로는 얼어버린다. 두께 1.2-2;0 m 얼음이 생긴다.
소련은 핵추진 항공모함을 개발하기 전에 9대의 원자력 쇄빙선을 건조한 바 있다.
2018년 9월 10일, 상하이에서 중국 최초의 원자력 쇄빙선 쉐룽 2호 진수식이 열렸다.

## 대한민국
정부는 '원자력 융복합 핵심기술 개발'에 2019년 4월부터 2022년 말까지 총 4년간의 연구기간을 정하고, 2019년에 27억 6000만원을 투입하기로 했다. 원자력 쇄빙선 개발을 주관하는 한국원자력연구원은 10년 정도 개발하면 러시아 같은 원자력 쇄빙선 건조가 가능하다고 한다. SMART-P 원자로를 사용할 계획이다.

## 같이 보기
- 레닌 쇄빙선